# Tipula (Lunatipula) dorsimacula
Tipula (Lunatipula) dorsimacula is een tweevleugelige uit de familie langpootmuggen (Tipulidae). De soort komt voor in het Nearctisch gebied.